# Bolero (Ravel)

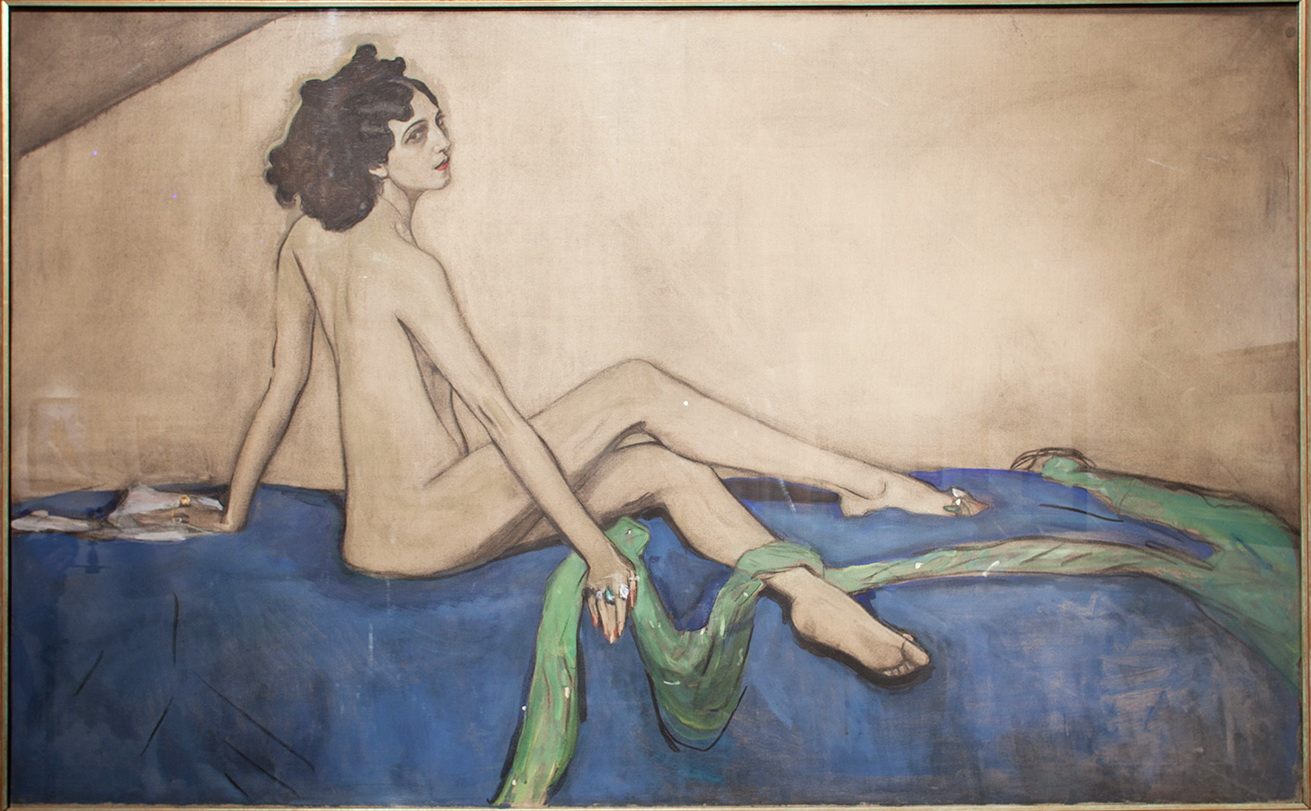
Retrato de Ida Rubinstein (1885-1960), bailarina y rica mecenas rusa, inspiradora del Boléro y quien estrenó la obra el 22 de noviembre de 1928. Pintura al temple y carboncillo de Valentín Serov (1910).

Bolero (en francés Boléro) es una obra musical creada por el compositor francés Maurice Ravel en 1928 y estrenada en la Ópera Garnier de París el 22 de noviembre de ese mismo año. El inmediato éxito y la rápida difusión universal de Bolero, dedicado a la bailarina Ida Rubinstein, lo convirtieron no solamente en una de las más famosas obras del compositor, sino también en uno de los exponentes de la música del siglo XX.
Movimiento orquestal inspirado en una danza española, se caracteriza por un ritmo y un tempo invariables, con una melodía obsesiva —un ostinato— en do mayor, repetida una y otra vez sin ninguna modificación salvo los efectos orquestales, en un crescendo que, in extremis, se acaba con una modulación a mi mayor y una coda estruendosa.
Pese a que Ravel dijo que consideraba la obra como un simple estudio de orquestación, el Boléro esconde una gran originalidad, y en su versión de concierto ha llegado a ser una de las obras musicales más interpretadas en todo el mundo, al punto de que hasta el año 1993 permanecía en el primer lugar de la clasificación mundial de derechos de la Société des auteurs, compositeurs et éditeurs de musique (SACEM).

## Historia

### Contexto
No iríamos muy lejos en el análisis de las obras de arte si nos atenemos a lo que sus autores han dicho o incluso han creído hacer.
Claude Lévi-Strauss, a propósito del Boléro.

El año 1928 fue un buen momento para la música contemporánea, ya que vio el nacimiento de obras maestras como el Cuarteto de cuerda n.º 4 de Bartók; el Cuarteto de cuerda n.º 2 de Janáček; el Concierto para clarinete de Nielsen; la Sinfonía n.º 3 de Prokófiev; las Variaciones para orquesta de Schönberg; y Die Dreigroschenoper («La ópera de tres peniques») de Kurt Weill. Otras composiciones relevantes vieron la luz en Rusia, donde Mosólov finalizaba La fundición de acero y Shostakóvich la ópera La nariz y Tahiti Trot. En la Europa meridional, Respighi componía en Italia la Feste romane, mientras que en España, Joaquín Turina acababa las Evocaciones, opus 46 para piano.
En Francia, Honegger había compuesto Rugby; Martinů Le Jazz; Messiaen La banquet eucharistique; Milhaud, la ópera Christophe Colomb. En la temporada parisina, Stravinski estrenó dos nuevos ballets: Apolo Musageta, el 12 de junio con los Ballets Russes, y Le baiser de la fée (El beso del hada), con su «rival», «Les Ballets Ida Rubinstein», el 27 de noviembre de 1928.
Ravel ese año solo había compuesto Le Boléro, una de sus últimas obras escritas antes de que una extraña enfermedad lo condenase al silencio. Al año siguiente, el mundo sufriría una crisis económica —el crac de 1929—, pero eso a Ravel, en el apogeo de su fama, le afectaría poco, y seguiría componiendo todavía algunas obras importantes, como el Concierto para la mano izquierda (1929-30), para el pianista manco Paul Wittgenstein, el Concierto en sol mayor (1929-31) y las tres canciones de Don Quijote y Dulcinea (1932-33).

### Concepción
¿Mi obra maestra? ¡El Boléro, por supuesto! Por desgracia, está vacío de música.
Maurice Ravel.

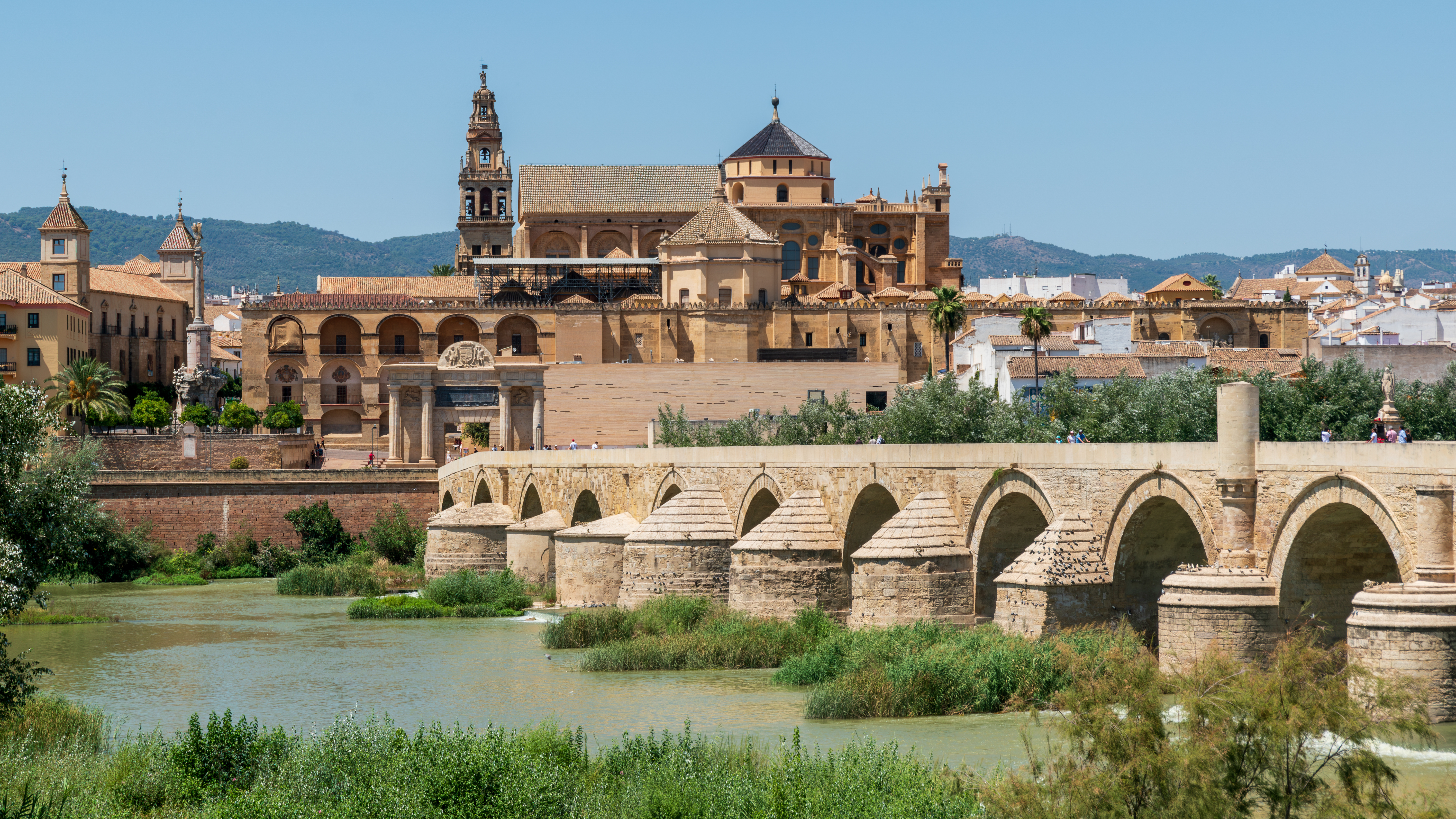
Vista de la ciudad de Córdoba. De la Rapsodie espagnole a la Alborada del gracioso, la luz y el calor del sur de España fueron para Ravel una fuente inestimable de inspiración, cuyo más célebre exponente es el Boléro.

La historia del Boléro se remonta a 1927. Ravel, cuya reputación superaba ya las fronteras de Francia, acababa de terminar su Sonata para violín y piano y había firmado el contrato más importante de su vida para realizar una gira de conciertos de cuatro meses en los Estados Unidos y Canadá. Esa gira le encumbraría definitivamente y en ella fue recibido como un gran artista, actuando en 25 ciudades, unas veces como pianista, otras como acompañante al piano y, otras, al frente de la orquesta. Poco antes de partir, la empresaria y bailarina rusa Ida Rubinstein, le encargó que compusiera un «ballet de carácter español» que ella misma, con cuarenta y dos años, contaba representar con su propia compañía, «Les Ballets Ida Rubinstein».
Ida Rubinstein, que había empezado como bailarina de los Ballets Rusos —Cleopâtre (1909), Sheherezade (1910) y Le Martyre de Saint Sebastien (1911)— era en ese momento ya una rica empresaria que había decidido montar su propia compañía de ballet, con su dinero, y competir con el mismísimo Serguéi Diáguilev. Para ello había ideado una temporada con encargos a Ravel y Stravinski —con quienes mantenía una buena amistad— y a otros compositores como Honegger, Milhaud, Sauguet y Auric que junto a otros artistas se beneficiaban también de sus obras de mecenazgo.
Ravel no había compuesto música para ballet desde La Valse en 1919 y su último éxito en este campo se remontaba a 1912 con Ma Mère l'Oye, por lo que aceptó con mucho interés el encargo de Rubinstein, que además de una reposición de La Valse, incluía componer un ballet enteramente nuevo. Ravel tenía cincuenta y dos años, estaba en plenitud de facultades y, desde la muerte de Debussy, era reconocido como el mejor músico francés vivo. Tenía muchas obligaciones que atender, y para facilitar la tarea, acordó con su colaboradora que podría orquestar seis piezas extraídas de la suite para piano Iberia del compositor español Isaac Albéniz, en un proyecto inicialmente bautizado como Fandango. Pero a su regreso de la gira norteamericana, cuando ya había comenzado el trabajo, fue advertido de que los derechos de orquestación de Iberia, propiedad de la editorial Max Eschig, habían sido cedidos en exclusiva a otro compositor español, Enrique Fernández Arbós, un antiguo discípulo de Albéniz. Esta noticia fue recibida por Ravel con preocupación según el relato de Joaquín Nin:

Hice notar a Ravel que ese proyecto no podía desgraciadamente ser viable por el hecho de que las piezas de Albéniz estaban ya orquestadas por Arbós en vistas a un ballet destinado a La Argentina (fue el ballet Triana, dado la temporada siguiente con el éxito que se sabe)... ¿Quién es este Arbós?... ¿Y qué decir a Ida? ¡Se pondrá furiosa!
Joaquín Nin.

Comprendiendo la vergüenza de Ravel, Arbós le propuso, generosamente, la cesión de sus derechos sobre Iberia, pero Ravel, todavía disgustado, pensó en abandonar el proyecto.
Ravel pasó unas cortas vacaciones ese verano de 1928 en su ciudad natal de Ciboure, próxima a San Juan de Luz, en el País Vasco francés, con su amigo y también compositor Gustave Samazeuilh. Fue entonces cuando le vino la idea de elaborar una obra experimental: un ballet para orquesta que solo utilizaría un tema y un contra-tema repetidos y en el que el único elemento de variación provendría de los efectos de orquestación que sustentarían un inmenso crescendo a lo largo de toda la obra. El nacimiento de la melodía es relatado por Samazeuilh, que cuenta como el compositor, una mañana, en pijama, antes de ir a nadar, le habría interpretado al piano un tema con un solo dedo explicándole:

Madame Rubinstein me pide un ballet. ¿No encuentra usted que este tema tiene insistencia? Voy a intentar repetirlo un buen número de veces, sin ningún desarrollo, graduándolo mejor con mi orquesta. De manera que esto resultara como "La Madelon".
Jankélévitch

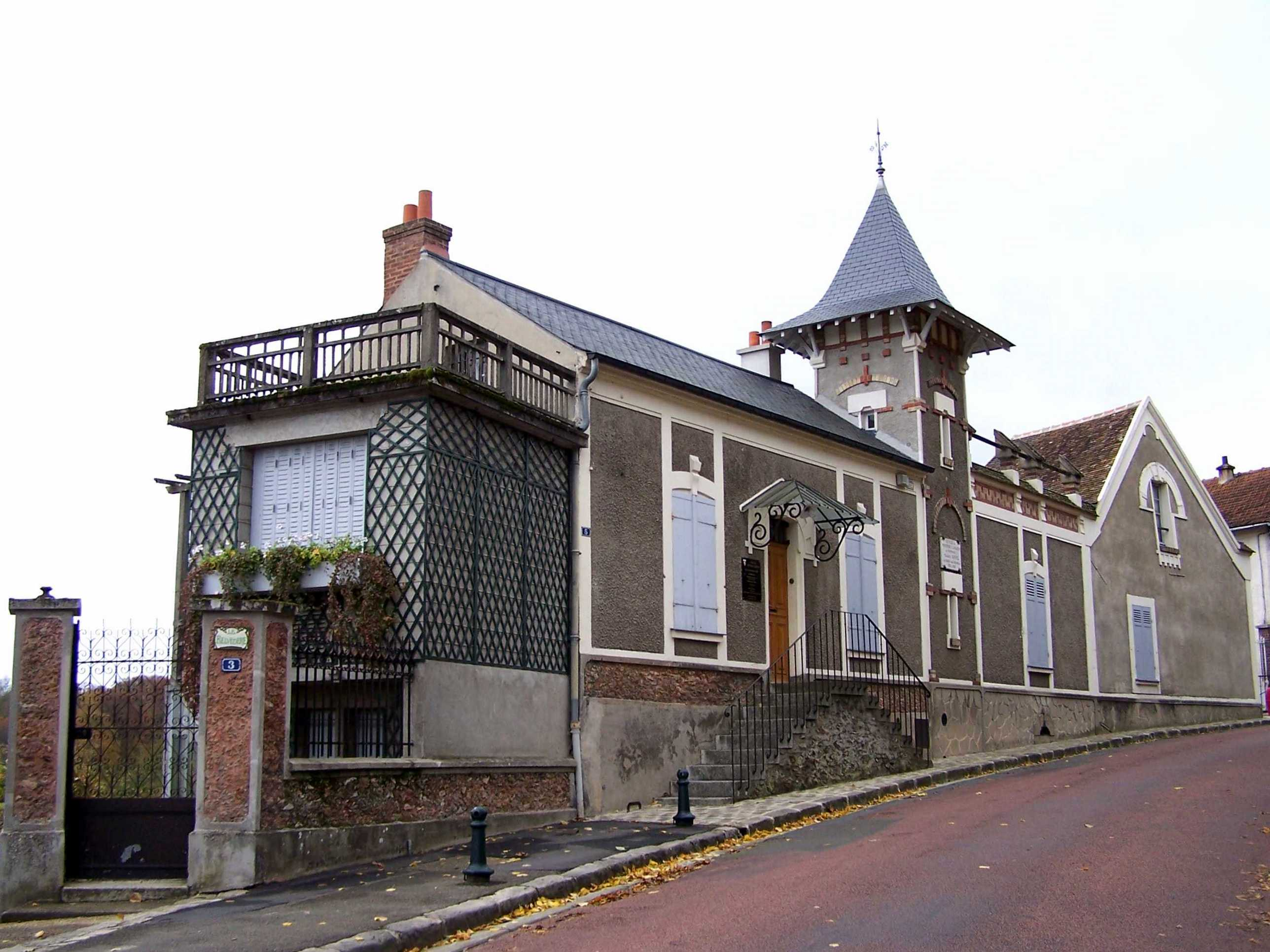
«Le Belvédère», donde Ravel finalizó el Boléro.

A la vuelta de las vacaciones, ya en su residencia de «Le Belvédère» (en Montfort-l’Amaury, a 30 km de París), Ravel finalizó rápidamente la pieza, que tituló en un principio, conforme a lo acordado, Fandango. Sin embargo, para el ritmo de su obra, el fandango le pareció una danza demasiado rápida, y lo remplazó por un bolero, otra danza tradicional española que sus viajes a España le habían permitido conocer, cambiando el título y dedicándole la obra a su estimada amiga Ida Rubinstein.
Poco antes del estreno, Ravel reemprendió su frenético ritmo de viajes. Primero viajó a Inglaterra, para ser investido «Doctor of Music, honoris causa» por la Universidad de Oxford, el 23 de octubre, asistiendo y protagonizando varios conciertos en su honor. Inmediatamente después, viajó a España, para realizar una intensa gira de conciertos de dieciocho días, en la que actuó con la mezzosoprano Madeleine Grey y el violinista Claude Lévy. Apareció en nueve ciudades distintas, y en ese viaje aprovechó para visitar a su gran amigo Manuel de Falla, a quien conocía de sus años parisinos. Aunque su actuación en Málaga no fue del agrado del público —que incluso abandonó casi por completo la sala—, su concierto en el desaparecido Coliseo Olympia de Granada del 21 de noviembre tuvo, sin embargo, un gran éxito, éxito que pudo repetir, tras un rápido viaje nocturno, al día siguiente, el 22 de noviembre en un concierto celebrado en la Embajada de Francia en Madrid, en el mismo día que en París se estrenaba el Boléro, la obra que iba a convertirse en los años siguientes, en una de sus más famosas creaciones.

### Estreno y primeras interpretaciones
¡Qué ruido tan bello!
Anónimo

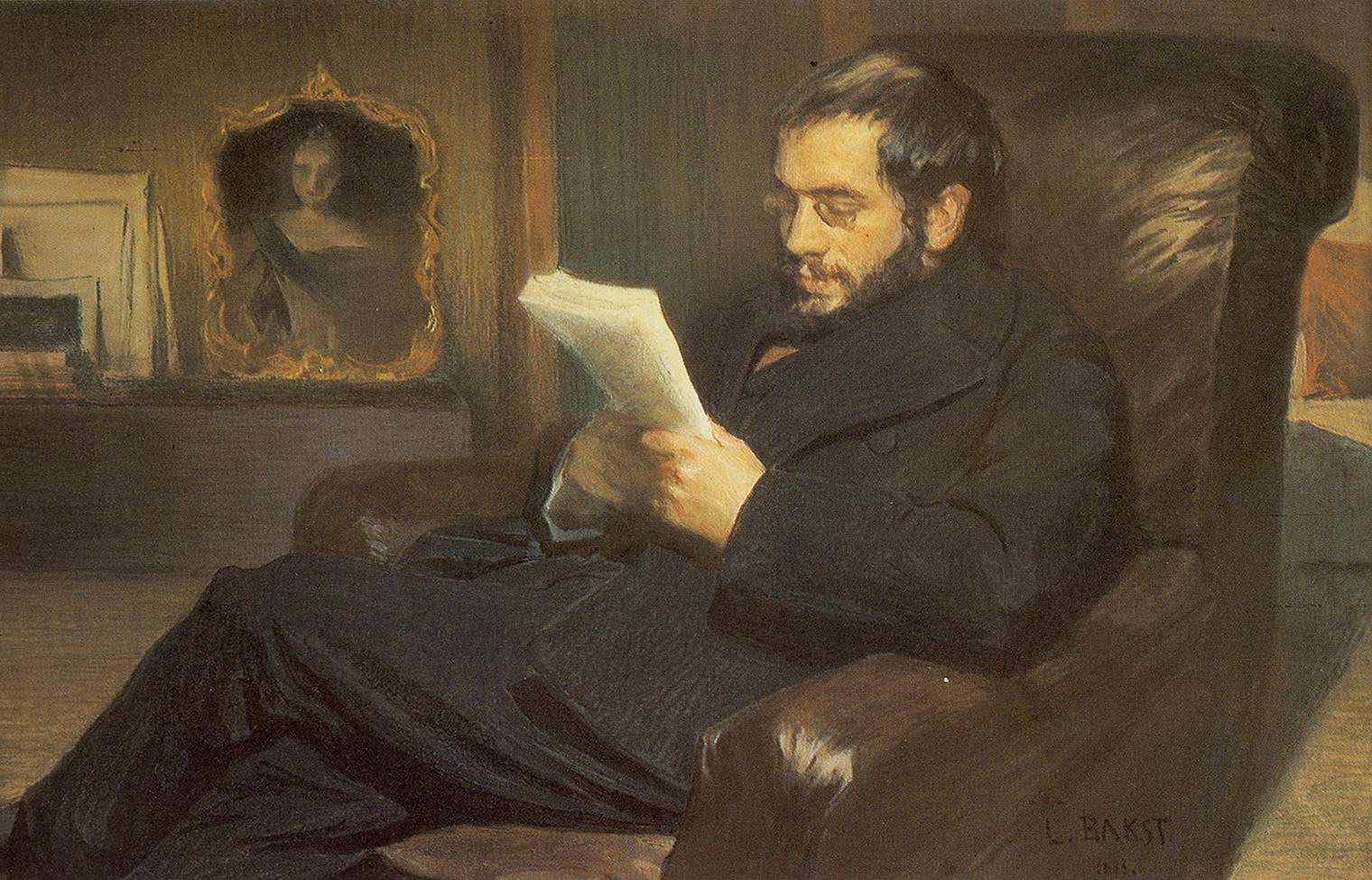
Alexandre Benois. Retratado por Léon Bakst (c. 1895).

El Boléro fue estrenado el 22 de noviembre de 1928 en París, en la Ópera Garnier, bajo la dirección de Walther Straram, con una coreografía de Bronislava Nijinska y con decorados de Alexandre Benois. El programa incluía también una nueva adaptación de La Valse, también a cargo de Nijinska y Benois, y dos obras más, Le Bien Aimé, con música de Schubert y Liszt orquestada por Milhaud, y Psyché et L'amour, con música de Bach orquestada por Honegger.
Ravel tenía en mente que el ballet fuera montado en un espacio exterior, con una fábrica al fondo, probablemente un guiño a Carmen, la ópera que tanto admiraba. Cuando se lo preguntaba por el argumento del ballet, Ravel respondía que él situaría el Boléro en una fábrica —la fábrica de «Le Vésinet», según su hermano— y no en un bar andaluz. Sin embargo, el montaje de Alexandre Benois situó la acción en un oscuro café de Barcelona, iluminado por una gran lámpara donde una bailarina comienza a bailar sobre una gran mesa mientras una veintena de hombres permanecen sentados, jugando a las cartas en sus propias mesas. Ida Rubinstein representaba ese papel de bailarina de flamenco, en una coreografía sensual que fue un escándalo. René Chalupt la describió en estos términos:

En el centro de una amplia sala, una mujer danzaba mientras que alrededor se apretaban, cada vez más numerosos, hombres a quienes la visión inflamaba de deseo.
René Chalupt.

Alejo Carpentier, por entonces en París, narró el estreno, y sobre el papel de Ida dijo lo siguiente:

¿Y la labor de Ida Rubinstein?, me preguntaréis. La genial animadora del Martirio de san Sebastián y de Fedra no fue tan admirable como otras veces. Cometió el error de creer que su talento de mímica le permitiría abordar nuevamente la danza —fue danzarina hace muchos años—, sin peligros. Su labor coreográfica resultó algo pobre, e inferior a la altísima calidad de sus espectáculos.
Pero bien podemos perdonarle un error, inspirado por una egolatría justificada. Hemos escuchado tan hermosas partituras; hemos contemplado tan lindas decoraciones gracias a ella, que aplaudimos calurosamente cada vez que el telón volvió a levantarse al final de una de sus noches triunfales.
Alejo Carpentier. Cárteles, 27 de enero de 1929.

Ravel aceptó, con no mucho agrado, el montaje de Benois, pero, personalmente, le solicitó a su amigo Léon Leyritz —el escultor que realizó el busto de Ravel que adorna el vestíbulo de la Ópera de París—, que preparase otra escenografía más acorde con sus ideas. Esa producción vería la luz, pero ya no sería en vida de Ravel.

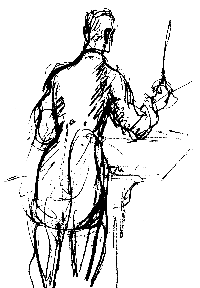
Boceto de Luc-Albert Moreau (1882–1948) de Ravel dirigiendo su Boléro.

La versión orquestal de la obra fue estrenada también en París, el 11 de enero de 1930, con Ravel al frente de la orquesta de los «Concerts Lamoureux». Se cuenta que durante el estreno orquestal del Boléro, una dama molestaba en su asiento exclamando: «¡Al loco! ¡Al loco!» («Au fou! Au fou!»). Contando la escena a su hermano, Ravel habría dicho: «Esa, esa lo ha entendido».
Ida Rubinstein tenía, de acuerdo con el contrato, reservados los derechos de representación de la obra en salas de teatro durante tres años y solo durante un año en salas de concierto. Así, en octubre de 1929, Ravel recuperó los derechos de concierto y la difusión de la obra alcanzó rápidamente proporciones desmesuradas. Ravel fue el primer sorprendido, ya que esperaba que su obra fuera «[...] una pieza de la que no se adueñarían los conciertos del domingo».

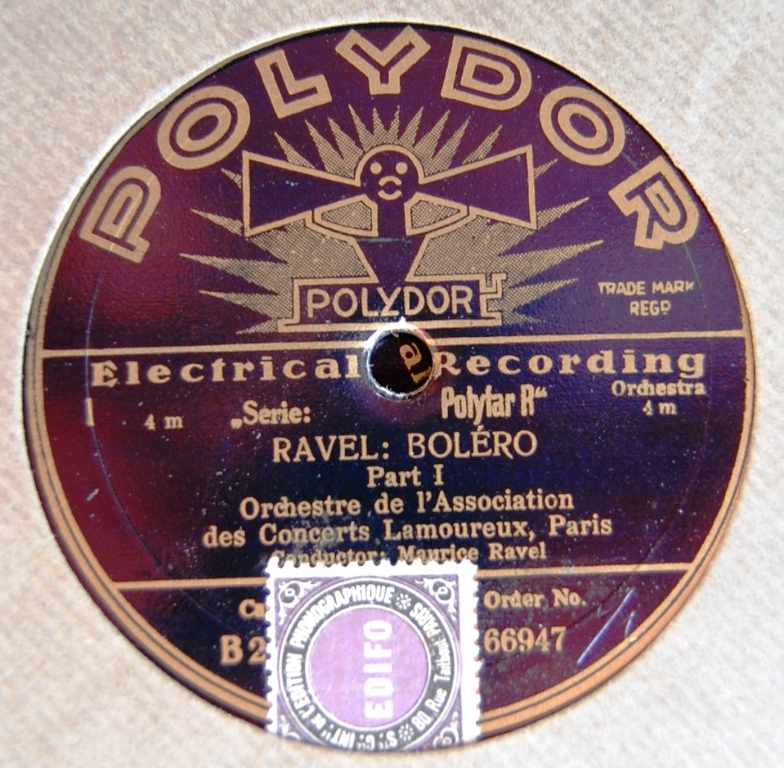
Primera grabación de El Bolero en enero de 1930 con Ravel al frente de la Orquesta Concerts Lamoureux.

En enero de 1930, Ravel grabó por vez primera la obra con la orquesta de los «Concerts Lamoureux», y también dirigió frecuentemente la obra en salas de concierto. Los directores de orquesta, que veían en la obra un terreno de trabajo fértil al mismo tiempo que una fuente fácil de gloria, se ocuparon pronto del Boléro y algunos intentaron dejar en la obra su impronta. Mientras que Willem Mengelberg aceleraba y ralentizaba excesivamente, el gran maestro italiano Arturo Toscanini, por entonces muy respetado por Ravel, al frente de la Filarmónica de Nueva York —en una interpretación en mayo de 1930 en la Ópera de París—, se tomó la libertad de interpretar la obra dos veces más rápido que lo prescrito, con un accelerando final. Ravel, presente entre el público, rehusó levantarse para estrecharle la mano y tuvo una breve discusión con él entre bastidores. Toscanini habría llegado a decirle: «Usted no comprende nada de su música. Era el único modo de transmitirla». Una versión de esta misma anécdota es referida, esta vez en castellano, de nuevo por Carpentier, asistente privilegiado de la función, aunque no de la discusión:

—Maestro... yo llevo el Boléro mucho más lento.
—Es un error —le respondió Toscanini—. La concepción misma de la obra, su carácter, su estilo, imponen el tempo que yo he adoptado.
Alejo Carpentier

Los dos hombres se reconciliaron más adelante, pero en ese momento ya estaba claro que el tempo del Boléro sería de ahí en adelante una «cause célèbre». Ravel mismo, en 1931, lo comentó:

Debo decir que el Boléro es raramente dirigido como yo pienso que debería de ser. Mengelberg acelera y ralentiza excesivamente. Toscanini lo dirige dos veces más rápido sin ser necesario  y alarga el movimiento al final, lo que no está indicado en ninguna parte. No: el Boléro debe ser ejecutado a un tempo único desde el inicio al final, en el estilo quejumbroso y monótono de las melodías árabe-españolas. [...] Los virtuosos son incorregibles, inmersos en sus fantasías como si los compositores no existiesen.
Ravel.

El Boléro fue rápidamente interpretado en muchas retransmisiones de radio y en innumerables transcripciones. Finalmente, en 1934, la compañía «Paramount» realizó una película, protagonizada por Carole Lombard y George Raft, que también tituló Boléro, en la que la música tenía un importante papel. La fama de la obra ya fue imparable.

### Ravel y el éxito de su obra

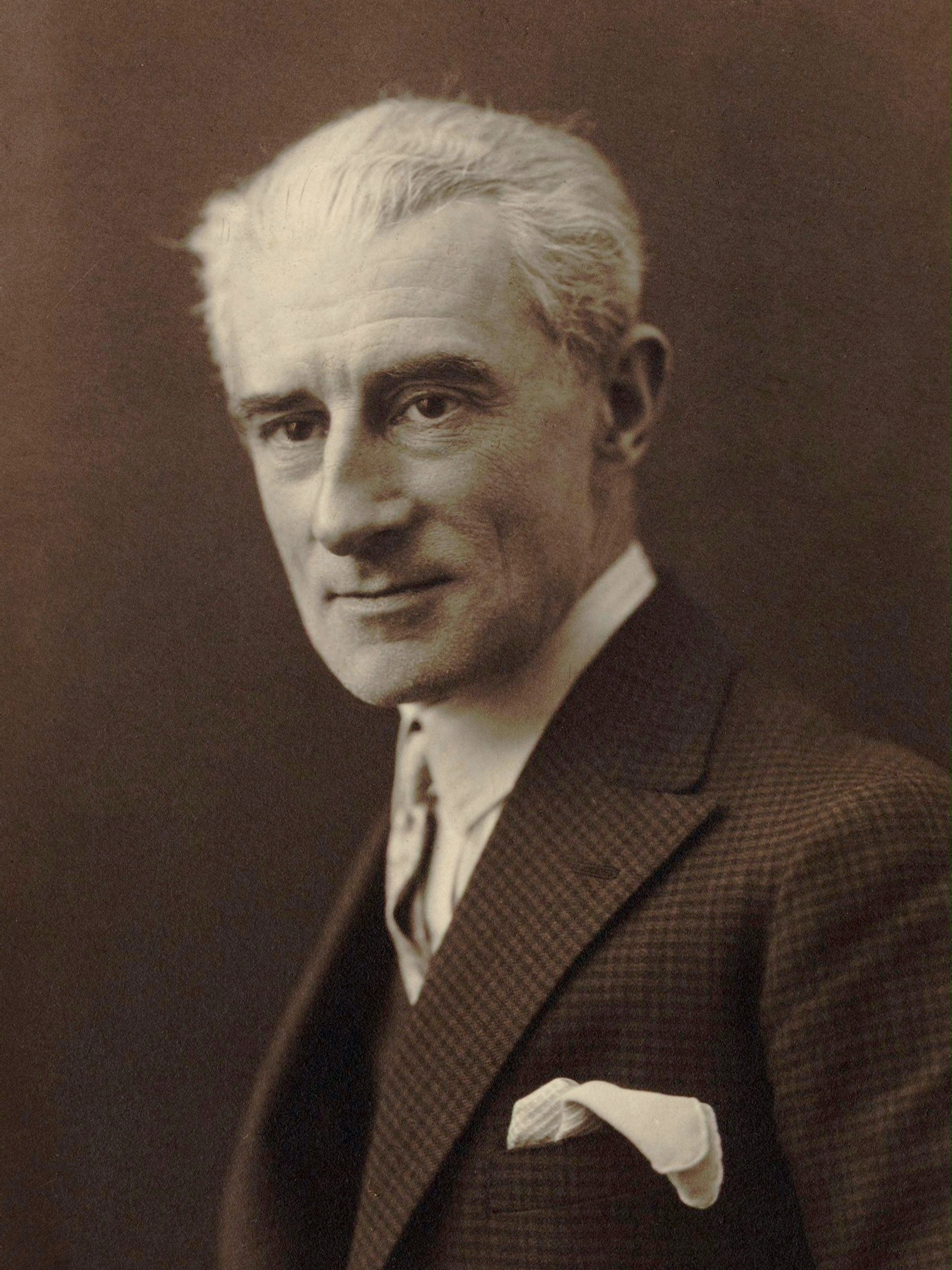
Ravel hacia 1925.

Hay artistas que vieron toda su obra oscurecida por una sola pieza, que raramente cumplía el objetivo que se habían propuesto y a la que a menudo tuvieron por una obra menor o imperfecta. En música, eso sucedió con el Adagio de Tomaso Albinoni; con el Canon y giga de Johann Pachelbel; con el El aprendiz de brujo de Paul Dukas; e, incluso, con la Carmen de Georges Bizet. Cuando Ravel comenzó a ver que este Boléro, reclamado por todo el mundo, podría hacerle sufrir ese destino, sintió la necesidad, en muchas ocasiones, de precisar sus intenciones en cuanto al significado de su obra:

Deseo vivamente que no haya ningún malentendido respecto al tema de esta obra. Representa una experiencia en una dirección muy especial y limitada, y no hay que pensar que la pieza busca conseguir otra cosa de la que se espera. Antes de la primera ejecución, hice aparecer un anuncio en el que se decía que yo había escrito una pieza que duraba diecisiete minutos y que consistía enteramente en un entretejido orquestal sin música —en un largo crescendo muy progresivo. No hay contraste y no hay prácticamente invención excepto en el modo de ejecución. Los temas son impersonales —melodías populares árabe-españolas típicas. Y (aunque se haya pretendido lo contrario) la escritura orquestal es simple y directa, sin ningún asomo de virtuosismo. […] Esta puede ser la razón de que no haya un solo compositor al que le guste el Boléro —y desde su punto de vista tienen razón. He hecho exactamente lo que quería, y depende de los oyentes tomarlo o dejarlo.
Ravel, 1931.

El Boléro es la única obra de la que el músico afirmó también claramente haber superado el desafío que se había fijado. Pero como a menudo en Ravel —en obras como Chansons madécasses, L'Enfant et les sortilèges o La Valse— el compromiso era más profundo de lo que dejaba suponer su inocente apariencia. Al mismo tiempo que declaraba que el Boléro estaba «vacío de música» («vide de musique»), el compositor reconocía que su obra tenía un carácter «músico-sexual». Algunos autores vieron en el Boléro una renuncia a la música tonal, otros encontraron en la repetición mecánica y en el crescendo los signos de una obra inquietante y tormentosa, irresistiblemente abocada al hundimiento final, lo que de alguna manera, recuerda las conclusiones trágicas de La Valse y del Concerto pour la main gauche, pero otras lecturas también son posibles.[cita requerida] Según Marcel Marnat:

«'La Valse evocaba el aniquilamiento de una civilización. Ocho años más tarde, el Boléro ejerce su fascinación por la evocación que hace del triunfo generalizado de las fuerzas del mal, incluidas en los elementos más inocentes: encontramos aquí el principio de L'Enfant et les sortilèges pero esta vez nos lleva a un triunfo de la muerte [...]»
Marcel Marnat.

## La música
Una vez que se ha encontrado la idea, cualquier alumno del conservatorio debería, hasta esta modulación, conseguir lo mismo que yo.
Ravel, hacia 1930.

Ravel mismo describió esta obra: «Es una danza en un movimiento muy moderado y constantemente uniforme, tanto por la melodía como por la armonía y el ritmo, este último marcado sin cesar por el tambor. El único elemento de diversidad es aportado por el crescendo orquestal».
Si la obra fue compuesta en forma de ballet, la suite de solos instrumentales destaca los talentos individuales, pero también la homogeneidad colectiva de cada pupitre, ya que todos los miembros de la orquesta participan por igual en un acompañamiento imperturbable: es la definición misma de un nuevo género musical que ve la luz en esa época: el «Concierto para orquesta». La rítmica y el carácter melódico hispano, e incluso más precisamente andaluz, se acercan igualmente al espíritu de las composiciones rapsódicas muy a la moda a finales del siglo XIX y principio del XX.
|  | Sound |  | Sound |  | Sound |  |

### El ritmo
El ritmo adoptado por Ravel es el ritmo típico del bolero en tres tiempos, con la indicación «Tempo di bolero moderato assai» («tiempo de bolero muy moderado»). Contrariamente a la danza original, que tradicionalmente se acompaña de castañuelas o de panderetas, eligió el tambor de orquesta, metamorfoseado después en caja orquestal, para marcar el ritmo de esta danza típica. La célula rítmica comprende dos compases casi idénticos, con una variación mínima en el tercer tiempo del segundo compás. El ostinato es repetido por una, y después dos cajas orquestales, desde el primer al antepenúltimo compás, y luego sigue el gran crescendo, para ser finalmente tocada por el conjunto de la orquesta en la coda.
|                                                                             |
| Imperturbable, la caja orquestal marca el ritmo a lo largo de toda la obra. |
|                                                                             |
|                                                                             |
| Ostinato, estos dos compases son repetidos ciento sesenta y nueve veces.    |

### Eltempo
El tempo de la obra es siempre el mismo, inmutable de principio a fin, como se anota en la partitura: «tempo di bolero, moderato assai». Sin embargo, hay una gran variedad entre las duraciones del tempo del propio Ravel y los diferentes tempos adoptados ya desde las primeras interpretaciones registradas de la obra, incluida la del propio Ravel:
- En la partitura, el tempo requerido es:  negra = 72, con una duración teórica de catorce minutos y diez segundos. En el manuscrito de la obra, sin embargo, hay una indicación metronómica primera de  negra = 76, luego tachada y reemplazada por otra con  negra = 66.[34]
- Según declaraciones de Ravel, el ballet debería de tener una duración de diecisiete minutos. La indicación metronómica que habría debido tener sería  negra = 60 (con un tiempo en segundos, que correspondiera exactamente a diecisiete minutos (1020 segundos) para interpretar los 340 compases en 3 tiempos).

- La grabación hecha por Ravel con la Orchestre Lamoureux, en 1930, dura un poco menos de dieciséis minutos (15:50), dando un tempo próximo a:  negra = 64.
- La versión más corta grabada es la de Leopold Stokowski, en 1940, al frente de la Orquesta de Filadelfia, que dura doce minutos, o sea:  negra = 84.
- La palma de la lentitud pertenece a un amigo de Ravel, el también compositor portugués Pedro de Freitas Branco, que, en 1953, dirigiendo la Orquesta Nacional de la Radiodifusión Francesa, superó los dieciocho minutos y treinta segundos, con un tempo de:  negra = 54.

|  | Sound |  | Sound |  | Sound |  | Sound |  | Sound |

### La melodía
El Boléro debe su popularidad mundial a su melodía envolvente. Inspirada en temas hispano-árabes, su autor la describió como simple y sin artificio. Por tanto recela de las dificultades rítmicas inesperadas: 

El hombre de la calle se da la satisfacción de silbar los primeros compases del Boléro, pero muy pocos músicos profesionales son capaces de reproducir de memoria, sin una sola falta de solfeo, la frase entera que obedece a furtivas y sabias coqueterías.
Ravel.

El tejido melódico del Boléro comporta:
- un tema A, en do mayor, de dieciséis compases y de un pequeño ámbito de una novena mayor (de do3 a re4 para la flauta); comenzando en la tónica aguda, la melodía muy conjuntada desciende enseguida en arabesco hacia la dominante, después, reemprende más alto hacia la supertónica, y de nuevo desciende siempre en línea sinuosa hacia la tónica grave, pareciendo querer desbordarse de su marco.

|                                                                                  |
| Parte primera del «Tema A», a la flauta, de la tónica (do) a la dominante (sol). |

- un contra-tema B derivado del primero, más patético y teñido de menor, igualmente de dieciséis compases, es más grande, una decimosexta menor (de do2 a re bemol4 por el fagot); por movimientos progresivos y conjuntos, sugiriendo modos exóticos (gama andaluza), la melodía sigue un lento descenso muy alterado en más de dos octavas.

| |
| Última parte del «Tema B», al fagot, lánguido, desciende siempre retardado del modo de mi hacia el do. |

- El ritornello («r»), de dos compases, separa cada entrada del tema y, repetido ocho veces, sirve de acompañamiento rítmico y armónico al tema siguiente. Está compuesto por:

- La célula rítmica de caja orquestal, doblada por uno o más instrumentos;
- Un acompañamiento armónico entre el segundo y el tercer tiempo;
- Un bajo continuo inmutable —do, suspiro, sol, do, suspiro, sol, do, etc.— martilleando el compás de tres tiempos, afirmando el tono de do mayor durante toda la obra, salvo en medio del último tema B donde estalla una inesperada modulación en mi mayor, antes de volver, para concluir, al tono principal.

| |
| El ritornello, repetido ocho veces, acompañando al dúo de trompetas con sordina y flauta travesera. |

### La orquestación
El Boléro es una obra escrita para orquesta sinfónica. Entre las maderas algunos músicos utilizan dos instrumentos de la misma familia: el Boléro requiere dos flautines, un oboe d'amore, un saxofón sopranino y una pequeña trompeta en re. Algunos instrumentos no se utilizan más que en algunos compases, como el saxofón soprano, la gran caja orquestal, los platillos o el tam-tam.
| Instrumentación del Boléro |
| Cuerdas |
| Violines primeros, violines segundos, violas, violonchelos, contrabajos y 1 arpa. |
| Maderas (Instrumentos de viento-madera) |
| 1 flautín, 2 flautas (una tocando también el flautín), 2 oboes (uno tocando un oboe de amor), 1 corno inglés, 2 clarinetes en si bemol (uno tocando el requinto en mi bemol), 1 clarinete bajo en si bemol, 2 fagots, 1 contrafagot, 1 saxofón soprano (*) y 1 saxofón tenor. |
| Metales (Instrumentos de viento-metal) |
| 4 trompas, 1 pequeña trompeta en re, 3 trompetas en do, 3 trombones, 1 tuba. |
| Percusión |
| 2 cajas orquestales, 3 timbales, bombo, platillos, tam-tam y celesta. |
| (*) El director precisa un saxo sopranino en fa, pero este instrumento no fue realizado por ningún fabricante desde el estreno por Marcel Mule. La partitura ha sido siempre enteramente tocada al saxofón soprano.                                                           |

Las orquestaciones de Maurice Ravel —de obras propias o ajenas como los Cuadros de una exposición de Modest Músorgski— han revelado siempre un consumado conocimiento organológico, una ciencia para las combinaciones instrumentales y un gran sentido del equilibrio orquestal. La orquestación en detalle es la siguiente:
- Tema A.

El tema A está presente nueve veces, siempre con instrumentos agudos, incluso sobreagudos:
- Los tres primeros son confiados a un único instrumento, de la misma altura: la flauta travesera pianissimo en su registro grave, cálido y poco "sonoro"; el clarinete, piano, en su registro medio; y el oboe d'amore renaciendo mezzopiano, en su registro medio.

- Para la cuarta exposición, es la trompeta con sordina la que interviene mezzopiano, doblada por el regreso de la flauta en la octava superior, pero pianissimo, delante, para fundirse en el timbre de los metales y crear así una nueva sonoridad. La quinta es la más original de las combinaciones de la obra: la trompa sola está doblada dos octavas por la celesta (decimoquinta y vigesimosegunda), un flautín toca el tema en la quinta (de hecho la duodécima) en sol mayor, el otro en la tercera (de hecho la decimoséptima) en mi mayor; con un equilibrio mezzoforte para la trompa, piano para la celesta y pianissimo para los flautines, Ravel refuerza sutilmente los primeros armónicos de la trompa. La combinación siguiente asocia, mezzoforte, el corno inglés y el segundo clarinete al unísono en do mayor, doblados una octava por el oboe y el primer clarinete; es el oboe d'amore esta vez el que refuerza la quinta tocando en sol mayor.

- Las tres últimas exposiciones implican por vez primera a los violines, en primer lugar en juegos de octavas con las pequeñas maderas, después, divididos en los pupitres, tocando juegos de terceras y de quintas con el corno inglés y el saxofón tenor también, todos en forte. La última, fortissimo, siempre en juegos de terceras y de quintas, agrupa los primeros violines, las flautas, el flautín y, la pequeña trompeta en re y las tres otras voces de trompeta, la trompeta piccolo estando en la octava de la tercera trompeta, la segunda y la primera respectivamente en la tercera y en la quinta.

- Tema B.

El tema B, presentado igualmente nueve veces, utiliza los registros agudos e incluso sobreagudos de instrumentos graves, pero también instrumentos entre los más agudos:
- Las cinco primeras exposiciones son confiadas a instrumentos solistas: el fagot, en su agudo; el pequeño clarinete (o requinto) en mi bemol; el saxofón tenor; el saxofón sopranino, que deja la plaza al saxofón soprano en los cuatro últimos compases; y en fin, el trombón empujando en sus extremos más altos, solo siempre reducto de estos instrumentistas.

- Como en el tema A, las cuatro últimas presentaciones se caracterizan por una alternancia entre dos juegos de octavas y dos juegos de terceras y quintas; en primer lugar en las pequeñas maderas, seguidas de las cuerdas y de la primera trompeta, después de las cuerdas y del primer trombón, la última frase y su modulación son confiadas a un tutti de flautas, saxofones, metales claros y primeros violines.

- Ritornello.

Los veinte ritornellos de dos compases se enriquecen progresivamente con uno o varios instrumentos, primero por alternancia, después por acumulación. Algunos retoman el ritmo punzante de la caja orquestal como la segunda flauta bajo el solo de clarinete o los dos fagotes relevándose con el oboe d'amore, otros subrayando la envergadura no tocando más que los tiempos como el arpa, todos los pizzicatos de las cuerdas o los trombones y la tuba en las últimas frases.
Cada nuevo ritornello está orquestado de forma diferente, estirándose, enriqueciéndose y participando en el efecto de crescendo por escalón; in extremis, el último ritornello está tocado dos veces fortissimo por toda la orquesta bajo las percusiones y con elaborados glissandos de trombones, precediendo el derrumbe final.

### Guía de escucha
Esta guía de escucha del Boléro de Ravel está destinada a la comprensión de la estructura de la obra y a reconocer los timbres instrumentales. Su significado es el siguiente:
- Los colores de la columna de la izquierda simbolizan el crescendo y la densificación de la orquestación.
- La letra A designa el tema general, la B, su contra-tema, y la r, el ritornello.
- El tiempo, dado a título indicativo, es el de la versión de referencia registrada bajo la dirección de Maurice Ravel, con la Orchestre Lamoureux, en 1930.

| Tema | Tema                                   | Instrumentación                                                               | Tiempos  |
| ---- | -------------------------------------- | ----------------------------------------------------------------------------- | -------- |
| pp   | r                                      | Violas y violonchelos pizzicato, 1° caja orquestal (repetida una vez)         |          |
| pp   | A                                      | 1° flauta                                                                     | 0' 12''  |
| pp   | r                                      | 2° flauta                                                                     |          |
| p    | A                                      | 1° clarinete                                                                  | 1' 02''  |
| p    | r                                      | Arpa (sonido armónico), 1° flauta                                             |          |
| p    | B                                      | 1° fagot                                                                      | 1' 53''  |
| mp   | r                                      | Arpa (sonidos naturales), 2° flauta                                           |          |
| p    | B                                      | Clarinete requinto en mi bemol                                                | 2' 44''  |
| p    | r                                      | 2° violines pizzicato y contrabajo, alternando con fagotes mp                 |          |
| mp   | A                                      | Oboe d'amore                                                                  | 3' 36''  |
| p    | r                                      | 1° violín pizzicato, 1° trompa                                                |          |
| mp   | A                                      | 1° trompeta con sordina, 1° flauta a la octava (acorde de octava) pp          | 4' 28''  |
| mp   | r                                      | Flautas, 2° trompeta, 2° violines pizzicato                                   |          |
| mp   | B                                      | Saxofón tenor expressivo, vibrato                                             | 5' 20''  |
| mp   | r                                      | 1° trompeta, oboe, corno inglés, 1° violín pizzicato                          |          |
| mp   | B                                      | Saxofón sopranino, expressivo, vibrato                                        | 6' 13''  |
| mf   | r                                      | 1° flauta, clarinete bajo, fagots, 2° trompa, arpa                            |          |
| mf   | A                                      | 1° flautín (mi mayor), 2° flautín (sol mayor), 1° trompa y celesta (do mayor) | 7' 06''  |
| mf   | r                                      | 3 trompetas, 4° trompa y arpegios de cuerdas                                  |          |
| mf   | A                                      | 2 oboes, corno inglés y 2 clarinetes (do mayor), oboe de amor (sol mayor)     | 7' 57''  |
| mf   | r                                      | 1° flauta, contrabajo, clarinetes, 2° trompa                                  |          |
| mf   | B                                      | 1° trombón (registro sobreagudo) sostenuto                                    | 8' 49''  |
| f    | r                                      | 1° trompeta, 4° trompa, tutti de cuerdas                                      |          |
| f    | B                                      | Madera (juego de terceras y quintas)                                          | 9' 41''  |
| f    | r                                      | Fagots, contrabajo, trompas y timbales                                        |          |
| f    | A                                      | Flautín, flautas, oboes, clarinetes, 1° violines (acorde de octavas)          | 10' 32'' |
| f    | r                                      |                                                                               |          |
| f    | A                                      | Maderas, 1° y 2° violines (combinación de terceras y quintas)                 | 11' 22'' |
| f    | r                                      |                                                                               |          |
| f    | B                                      | Madera, 1° y 2° violines, 1° trompeta (acorde de octavas)                     | 12' 13'' |
| f    | r                                      |                                                                               |          |
| f    | B                                      | Madera, 1° y 2° violines, 1° trombón (combinación de terceras y quintas)      | 13' 05'' |
| ff   | r                                      | Maderas agudas, coros, acordes, + 2° caja orquestal, toda la orquesta         |          |
| ff   | A                                      | Flautín, flautas, saxofones, trompeta piccolo, 3 trompetas, 1° violines       | 13' 56'' |
| ff   | r                                      |                                                                               |          |
| ff   | B                                      | Flautín, flautas, saxofones, las 4 trompetas, 1° trombón, 1° violines         | 14' 47'' |
| ff   |                                        | Modulación en mi mayor en 8 compases después retorno al tema principal        |          |
| fff  | r                                      | Bombo, platillos, tam-tam, glissandos de trombones (repetido una vez)         |          |
| fff  | Gran acorde disonante y derrumbe final | Gran acorde disonante y derrumbe final                                        | 16' 06'' |

## Posteridad
El Boléro fue editado en 1929 por vez primera por la editorial parisina de música, Éditions Durand. Ravel mismo realizó en 1929 dos reducciones para piano de su Boléro, una para dos manos y la otra para piano a cuatro manos, que se han interpretado pocas veces en público. Los arreglos «no oficiales» de esta obra popular son numerosos, y uno de los más recientes corresponde a las Hermanas Labèque, que han grabado en 2006 una versión modificada para dos pianos del arreglo de Ravel, agregándole percusión y recreando el efecto rítmico de la partitura original. De la reducción para piano a dos manos existe una transcripción de Roger Branga, publicada en 1978 por Unión Musical Española, con autorización únicamente para su venta en España de Durand & Cie, Editores propietarios, París.

### Coreografías
El Boléro ha sido muchas veces coreografiado. Las montajes del ballet se pueden agrupar en tres formas de interpretación diferentes:
- Una flamenca, la primera, la inicial, inspirada en la producción de Ida Rubinstein de 1928-34.
- La inspirada en las ideas de Ravel, ejemplarizada por el montaje de Leyritz/Lifar de 1941.
- Una abstracta, con una gran carga sexual, a partir de los montajes del gran coreógrafo Maurice Béjart de 1961.

El Boléro ha sido considerado a veces como una «tumba de coreógrafos», pero ha tenido múltiples adaptaciones, siendo las más importantes las siguientes:
- 1928 - Boléro, de Bronislava Nijinska, con la participación de Ida Rubinstein (Ópera National de París, 22 de noviembre).
- 1930 - Iberian Monotone, de Ruth Page (Highland, Illinois).
- 1935 - Boléro, de Michel Fokine.
- 1940 - Boléro, de Anton Dolin (Robin Hood Dell, Filadelfia, 25 de junio).
- 1941 - Boléro, de Serge Lifar (Opéra national de París, 27 de diciembre).
- 1944 - Boléro, de Aurél Milloss[42] (Ópera de Roma, 20 de mayo).
- 1961 - Boléro, de Maurice Béjart, con Duska Sifnios como solista de danza (Théâtre de la Monnaie, 10 de enero); 1977 - con Maya Plisétskaya como solista; 1979 - con Jorge Donn como solista.
- 1987 - Bolero, de Rafael Aguilar.
- 1987 - Bolero, de José Granero, con el Ballet Nacional de España.
- 1996 - Trois Boléros de Odile Duboc (La Filature de Mulhouse, 8 de marzo).
- 1998 - Boléro, de Meryl Tankard (Opéra national de Lyon, diciembre).
- 2001 - Boléro, de Thierry Malandain (Centre chorégraphique national de Biarriz, 19 de mayo).
- 2002 - Boléro, de Marc Ribaud (Opéra de Niza, junio).
- 2004 - Boléro, de Stanton Welch (Houston Ballet, 3 de diciembre).
- 2016 - Bolero, de Jesús Rubio Gamo, un dúo de quince minutos.Fue seleccionada para la Red de Festivales A Cielo Abierto en la edición 2016 y es la pieza española seleccionada para participar en Aerowaves 2017.
- 2018 - Gran Bolero, de Jesús Rubio Gamo, hija de la anterior pieza, ahora coreografiada para doce bailarines y de cincuenta minutos de duración. Fue estrenada en los Teatros del Canal de Madrid, producida por esta y el Mercado de las Flores de Barcelona.

### ElBoléroen la cultura popular
El Boléro ha sido una de las músicas más utilizadas y recreadas en el cine, la televisión, la publicidad o como música incidental en espectáculos deportivos. Los más conocidos son los que siguen:

#### Música popular
- 1961 - Et maintenant de Gilbert Bécaud.
- 1966 - Beck's Boléro, de Jeff Beck y Jimmy Page.
- 1970 - The Bomber de James Gang. (álbum Rides Again).
- 1987 - Boléro de Jorge Pardo (versión flamenco con flauta).
- 1991 - Ravel's Boléro de Frank Zappa. (álbum The Best Band You Never Heard in Your Life).
- 1997 - Wolf Hoffmann, (álbum Classical).
- 2004 - Oh What a World de Rufus Wainwright. (álbum Want One).
- 2006 - Bolero de Ravel, tocado con gaita, versión de Carlos Nuñez. (concierto en el Forum de Bercelona en el 2006).[43]
- 2009 - Bolero de Kimera. (álbum With Love, Caruso).
- 2013 - Victim Of Ritual de Tarja Turunen. (álbum Colours In The Dark).
- Ravel's Boléro in mambo de Charlie Palmieri.
- Ravel's Boléro de Jazzelicious.
- Lonlon (ravel's bolero) de Angelique Kidjo

El Boléro de Ravel ha dado nombre al grupo les Blérots de R.A.V.E.L.

#### Cine
- 1934 - Bolero, de Wesley Ruggles
- 1936 - One in a Million, de Sidney Lanfield.
- 1950 - Rashōmon, de Akira Kurosawa.
- 1957 - El bolero de Raquel, protagonisado por Cantinflas, con dirección de Miguel M. Delgado.
- 1977 - Allegro non troppo (Marcha de los Dinosaurios), de Bruno Bozzetto.
- 1979 - 10, la mujer perfecta, de Blake Edwards con música de Henri Mancini.
- 1979 - Stalker, de Andréi Tarkovski (también conocida como La Zona en algunos países de habla hispana).
- 1981 - Les Uns et les Autres, de Claude Lelouch (con compases suplementarios de Francis Lai y Jorge Donn como bailarín).
- 1992 - Le Batteur du Boléro, de Patrice Leconte.
- 1992 - Bolero (Болеро): cortometraje de dibujos animados producido por los estudios Klássika (Классика) y dirigido por Iván Maksímov (Иван Максимов, n. 1958).[44]
- 2002 - Femme fatale, de Brian De Palma (versión de Ryūichi Sakamoto).
- 2002 - The new guy (Los feos también mojan), de Ed Decter.
- 2003 - Basic, de John McTiernan (versión arreglada).
- 2006 - Cashback, de Sean Ellis.
- 2008 - Ai No Mukidashi (愛のむきだし; Título internacional Love Exposure), de Sono, Shion.
- 2024 - Bolero (fr), de Anne Fontaine

#### Videojuegos
- 1986 - The Legend of Zelda. El Boléro fue el tema inicialmente previsto para la obertura del célebre juego, pero los propietarios de los derechos pusieron obstáculos. No obstante, se puede reconocer el ritmo del Boléro en la música de introducción.
- 2009 - Little King Story. El tema principal es una versión del Boléro.

#### Videos educativos
- 2000 - Baby Van Gogh: En este video educativo para bebés, de la compañía Baby Einstein, empresa ahora propiedad de Kids2 Inc., en la secuencia de objetos de color morado, es posible apreciar dicho tema, aunque es solo un arreglo para teclados y no el tema completo.

#### Series de televisión
- 1988 - La leyenda de los héroes de la galaxia, película inicial Mi conquista es el mar de estrellas.
- 1988 - ALF, 2.ª temporada, episodio 20.
- 1999 - Digimon, 1.ª temporada, 2.ª temporada.
- 1999 - Shin-chan, primera parte del episodio 339 Una niña trae la tempestad. Aparece Ai Suotome.
- 2003 - Futurama («Las manos del diablo son juguetes ociosos»)
- 2006 - Doctor Who, serie 2, episodio The impossible planet.
- 2009 - Dragon Ball Kai, Kamigami no Bolero.
- 2010 - Cuéntame cómo pasó, 12 ª temporada Las dos comuniones de María Alcántara.
- 2012 - Castle, 6ª temporada, episodio 11.
- 2016 - Las crónicas del Necromundo (el Fantasma de las Delicias), capítulo 3.
- 2017 - Legión, 1.ª temporada, episodio 16.

#### Deportes
- 1984 - Juegos Olímpicos de Sarajevo 1984: Jayne Torvill y Christopher Dean (patinaje artístico).
- 1998 - Copa Mundial de Fútbol de 1998: ceremonia de clausura (extractos).
- 2004 - Michelle Kwan (patinaje artístico, programa libre).
- 2004 - Juegos Olímpicos de Atenas 2004: Conjunto de Bulgaria, gimnasia rítmica, rutina de 3 aros y dos pelotas.
- 2006 - Copa Mundial de Fútbol de 2006: ceremonia de clausura (extractos).
- 2007 - Anna Bessónova, gimnasta rítmica de Ucrania, rutina de cinta.
- 2008 - Conjunto de Bielorrusia, gimnasia rítmica, rutina de 3 aros y 4 clavas.
- 2011 - Evgeniya Kanaeva, bicampeona olímpica de gimnasia rítmica, rutina de clavas.
- 2011 - Natalia García, gimnasta rítmica española, versión flamenca de Gustavo Montesano, rutina de aro.
- 2011 - Deng Senyue, gimnasta rítmica china, versión de piano, rutina de aro.
- 2014 - Juegos Olímpicos de Sochi 2014: Carolina Kostner (patinaje artístico, programa libre).
- 2020 - Juegos Olímpicos de Tokio 2020: ceremonia de apertura, relevo de la antorcha olímpica (extractos).
- 2022 - Kamila Valieva (patinaje artístico) de Comité Olímpico Ruso en su programa largo.

### Derechos de autor
Hasta 1993, el Boléro permanecía en el primer lugar de la clasificación mundial de derechos de la Société des auteurs, compositeurs et éditeurs de musique (SACEM) de Francia. En el año 2005, era todavía la quinta obra musical francesa no incluida en el dominio público más exportada, que reporta cada año alrededor de 1,5 millones de euros de derechos de autor. Como Ravel falleció sin hijos, la titularidad de la herencia de los derechos de autor se hace más compleja. La gestión de los ingresos económicos del Boléro, que superaron los 46 millones de euros desde 1970, todavía es objeto de polémicas.
La duración de los derechos de autor varía de un país a otro:
- El Boléro y todas las obras de Ravel entraron en el dominio público en 1988 en Canadá, Japón y en los otros países en los que la duración de la protección es de 50 años post mortem auctoris (desde la muerte del autor).
- En la Unión Europea (excepto Francia), y en los otros países donde la duración de la protección es de 70 años p.m.a., entraron en el dominio público el 1 de enero de 2008.
- Al haber sido publicado en 1929, el Boléro de Ravel está protegido en los Estados Unidos hasta el año 2024.[47]
- En Francia, debido a la prórroga de guerra y según el fallo del Cour de cassation (Tribunal de casación) del 27 de febrero de 2007,[48] el Boléro estuvo protegido hasta el 30 de marzo de 2016.[49]

#### Manuscrito
La partitura manuscrita del Boléro, documento a bolígrafo de más de treinta páginas, entró en el dominio público en 1992. El Estado francés ejerció su derecho de retracto para adquirirla por la cantidad de 1,8 millones de francos franceses. La Biblioteca Nacional de Francia es la actual depositaria.

#### Controversias
Tras la muerte de Ravel, en 1937, su hermano Edouard se convirtió en el único heredero. En 1954, Edouard Ravel y su mujer sufrieron un grave accidente de tráfico, lo que los obligó a contratar los servicios de una enfermera, Jeanne Taverne, de 48 años. También emplearon como chófer a su marido, Alexandre Taverne, que antes había trabajado como minero y barbero. Poco después, falleció la mujer de Edouard Ravel. Los Taverne se instalaron a vivir en la casa del viudo.
En 1957, veinte años después de la muerte de Maurice Ravel, Edouard viajó a París. Allí prometió públicamente que, a su muerte, el 80 % de los ingresos por derechos de autor de su hermano pasarían a pertenecer a la ciudad de París. La idea de Edouard consistía en crear con ese dinero un premio anual para compositores al estilo del Premio Nobel, promesa que jamás se cumplió.
En el último momento, Edouard cambió su testamento. Se lo dejó todo a su enfermera, Jeanne Taverne. El resto de la familia Ravel no se tomó nada bien la decisión y llevaron el caso a los tribunales. El juicio duró casi una década y Jeanne Taverne no vivió para ver el final. Murió en 1964, y su marido, Alexandre Taverne, continuó la disputa judicial. Mientras tanto, el Boléro seguía generando millones, pero el director legal de SACEM, Jean-Jacques Lemoine, decidió congelar el reparto de los ingresos hasta que terminase el juicio.
En 1970, el último tribunal de apelación francés dictó sentencia. Alexandre Taverne, el marido de la enfermera del hermano del compositor, era el legítimo heredero de Maurice Ravel. Durante los años que duró el juicio, los derechos de autor del Boléro habían generado una fortuna, equivalente a unos 6 millones de euros actuales. A los pocos días de terminar el juicio, Lemoine se despidió de la SACEM, montó una nueva empresa y su primer cliente fue Alexandre Taverne.
Jean-Jacques Lemoine y Alexandre Taverne no se conformaron con el millonario botín. Presentaron una demanda contra el editor de Maurice Ravel y consiguieron renegociar los viejos contratos. Ravel había cedido las tres cuartas partes de sus derechos de autor a su editor, en lugar de la tercera parte habitual. Lemoine y Taverne volvieron a ganar.
En 1972, Lemoine aumentó aún más su parte del negocio. Creó una empresa, ARIMA, a la que por razones aún sin explicar, Alexandre Taverne y su hija, Georgette Taverne, cedieron la mayor parte de la propiedad de los derechos de autor de Ravel.
Lemoine no es el único que sacó partido del legado de Ravel. El otro gran beneficiado fue Jean-Manuel de Scarano, propietario de «Éditions Durand», la editorial de Ravel, desde el año 1982 hasta el 2000. Scarano, como presidente del sindicato de los editores de música de Francia, fue uno de los que consiguieron convencer al Gobierno francés de que extendiese la duración de los derechos de autor de cincuenta años hasta setenta después de la muerte del autor.
Según aseguró Scarano a The Guardian, la familia Taverne sigue cobrando a través de ARIMA, cuya mitad poseen. Los que no reciben nada son los descendientes directos de Ravel.

### Grabaciones célebres
Las versiones de esta obra son numerosas siendo las siguientes algunas de las más destacadas:
- Maurice Ravel dirigió una versión del Boléro con la Orquesta Lamoureux en 1930. A pesar de las carencias de Ravel como director, el documento tiene un valor histórico considerable y puede ser considerado como la principal referencia en cuanto al tempo[54] y las libertades rítmicas que se permitían los solistas, especialmente los de viento.[55]
- Charles Munch y Pierre Monteux, dos testimonios de la época raveliana, han dejado cada uno una grabación: el primero con la Orquesta Sinfónica de Boston en 1956; el segundo con la London Symphony Orchestra en 1964.
- Seiji Ozawa, también con la Orquesta Sinfónica de Boston, hizo en 1974 una lectura en vivo de la obra, cada instrumento tocando al frente, afirmando la música, con nuevos acentos, con micro-ralentizaciones o aceleraciones.
- Pierre Boulez, muy cercano a la intención del autor, con la Orquesta Filarmónica de Berlín firmó en 1993 una de las grabaciones mejor valoradas por la crítica en estos últimos años.[cita requerida]
- Una versión muy rara y de las menos recordadas de esta obra, es la grabada a mediados de los años 1970 en versión de ritmo bailable del estilo disco con una duración no mayor de 5 minutos,[56] como sucediera con la obra rusa Una noche en el Monte Pelado, que también fue adaptada para este ritmo para la banda sonora de Fiebre de sábado por la noche.[57]

- Otra versión muy conocida es la del músico de rock Frank Zappa, que si bien no la incorporó en su material discográfico, tocó esta pieza repetidas veces en shows en vivo.[cita requerida]